# 14315 Оґаваматі
14315 Оґаваматі (14315 Ogawamachi) — астероїд головного поясу, відкритий 12 березня 1977 року.
Тіссеранів параметр щодо Юпітера — 3,093.
Названо на честь Оґаваматі (яп. おがわまち(小川町) оґаваматі)